# Episodi di Hamburg Transit (prima stagione)
La prima stagione della serie televisiva Hamburg Transit è stata trasmessa in anteprima in Germania dalla ARD tra il 31 dicembre 1970 e il 25 marzo 1971.
| nº | Titolo originale              | Titolo italiano | Prima TV Germania | Prima TV Italia |
| -- | ----------------------------- | --------------- | ----------------- | --------------- |
| 1  | Ticket nach Rio               | inedito         | 31 dicembre 1970  | inedito         |
| 2  | Der Tod im Koffer             | inedito         | 7 gennaio 1971    | inedito         |
| 3  | Ein Zahn zuviel               | inedito         | 14 gennaio 1971   | inedito         |
| 4  | Eine Rechnung für Zimmer elf  | inedito         | 21 gennaio 1971   | inedito         |
| 5  | Blondinen im Schussfeld       | inedito         | 28 gennaio 1971   | inedito         |
| 6  | Der tolle Erno                | inedito         | 4 febbraio 1971   | inedito         |
| 7  | Ein Strich durch die Rechnung | inedito         | 11 febbraio 1971  | inedito         |
| 8  | Neue Medikamente              | inedito         | 18 febbraio 1971  | inedito         |
| 9  | Basler Täubchen               | inedito         | 25 febbraio 1971  | inedito         |
| 10 | Klaviere nach Casablanca      | inedito         | 4 marzo 1971      | inedito         |
| 11 | 35 Minuten Verspätung         | inedito         | 11 marzo 1971     | inedito         |
| 12 | Ein Pfirsisch aus Kreta       | inedito         | 18 marzo 1971     | inedito         |
| 13 | Der billige Jakob             | inedito         | 25 marzo 1971     | inedito         |